# ベン・オキーフ
ベン・オキーフ（Ben O'Keeffe、1989年1月3日 - ）は、ニュージーランドのラグビーユニオンレフリー（審判員）。ニュージーランド・オークランド出身。

## 略歴
2012年、スーパーラグビーのレフリー初担当。
そして2019年、2019年W杯の決勝アシスタントレフリー担当。